# Malthonica
Malthonica är ett släkte av spindlar som beskrevs av Simon 1898. Malthonica ingår i familjen trattspindlar.

## Dottertaxa tillMalthonica, i alfabetisk ordning[1][2]
- Malthonica africana
- Malthonica aliquoi
- Malthonica anhela
- Malthonica annulata
- Malthonica argaeica
- Malthonica arganoi
- Malthonica balearica
- Malthonica campestris
- Malthonica daedali
- Malthonica dalmatica
- Malthonica eleonorae
- Malthonica epacris
- Malthonica ferruginea
- Malthonica lehtineni
- Malthonica lenkoranica
- Malthonica lusitanica
- Malthonica lyncea
- Malthonica maronita
- Malthonica mediterranea
- Malthonica minoa
- Malthonica montana
- Malthonica nakhchivanica
- Malthonica nemorosa
- Malthonica oceanica
- Malthonica pagana
- Malthonica paraschiae
- Malthonica parvula
- Malthonica pasquinii
- Malthonica picta
- Malthonica podoprygorai
- Malthonica pseudolyncea
- Malthonica rilaensis
- Malthonica sardoa
- Malthonica sbordonii
- Malthonica sicana
- Malthonica silvestris
- Malthonica soriculata
- Malthonica spinipalpis
- Malthonica tyrrhenica
- Malthonica vallei
- Malthonica vomeroi